# Hate Me (Ellie Goulding e Juice Wrld)
Hate Me è un singolo della cantante britannica Ellie Goulding e del rapper statunitense Juice Wrld, pubblicato il 26 giugno 2019 ed incluso come traccia bonus nel quarto album in studio di Goulding Brightest Blue.
Il brano è stato scritto e composto dai due stessi interpreti con Andrew Wotman, Brittany Hazzard, Jason Evigan, Jordan Johnson, Marcus Lomax, Stefan Johnson, e prodotto da Evigan con gli ultimi tre, in arte The Monsters and the Strangerz.

## Accoglienza
Carl Lamarre di Billboard ha notato la direzione musicale più oscura di Ellie Goulding. Mike Wass di Idolator ne ha elogiato gli elementi hip hop.

## Video musicale
Il video musicale è stato reso disponibile il 17 luglio 2019.

## Tracce
Download digitale
1. Hate Me – 3:06

## Successo commerciale
Hate Me ha debuttato all'82ª posizione della Billboard Hot 100, rendendo Ellie Goulding l'artista femminile britannica con più entrate in classifica del secolo e superando così Adele.
Nella Official Singles Chart britannica a debuttato alla 45ª posizione con 11 772 unità, per poi raggiungere la 33ª nella settimana dell'8 agosto 2019 grazie ad altre 15 361 unità distribuite.

## Classifiche

### Classifiche settimanali
| Classifica (2019) | Posizione massima |
| ----------------- | ----------------- |
| Australia         | 68                |
| Austria           | 51                |
| Belgio (Fiandre)  | 82                |
| Belgio (Vallonia) | 66                |
| Canada            | 33                |
| Estonia           | 24                |
| Finlandia         | 14                |
| Germania          | 70                |
| Grecia            | 51                |
| Irlanda           | 33                |
| Lettonia          | 20                |
| Lituania          | 28                |
| Regno Unito       | 33                |
| Repubblica Ceca   | 48                |
| Romania           | 47                |
| Slovacchia        | 39                |
| Stati Uniti       | 56                |
| Svezia            | 76                |
| Ungheria          | 25                |

### Classifiche di fine anno
| Classifica (2019) | Posizione |
| ----------------- | --------- |
| Lettonia          | 64        |